# 力新路16巷石敢當
24°45′33″N 121°45′15″E / 24.759109°N 121.754214°E
力新路16巷石敢當，位於臺灣宜蘭縣宜蘭市東門里力新路16巷內，被居民特定建廟供奉。

## 豎立
力新路16巷早期周邊都是菜園，舊稱「青仔地」。居民林漢寅表示，過去此地不平靜，有一名曾姓居民從外地請回一塊高約40公分、寬約20公分的厚石頭，立在力新路16巷角落驅邪鎮煞，以後就不再發生怪事。每年中秋，居民會準備鮮花水果來祭拜。
相較於宜蘭市聖後街158巷口的石敢當，力新路16巷的較小且呈梯形。對於為何此石敢當所寫的「石」字多一點，地方解釋是力新路早期時常淹水，信徒們希望「多一點」石敢當替民眾消災。

## 建廟

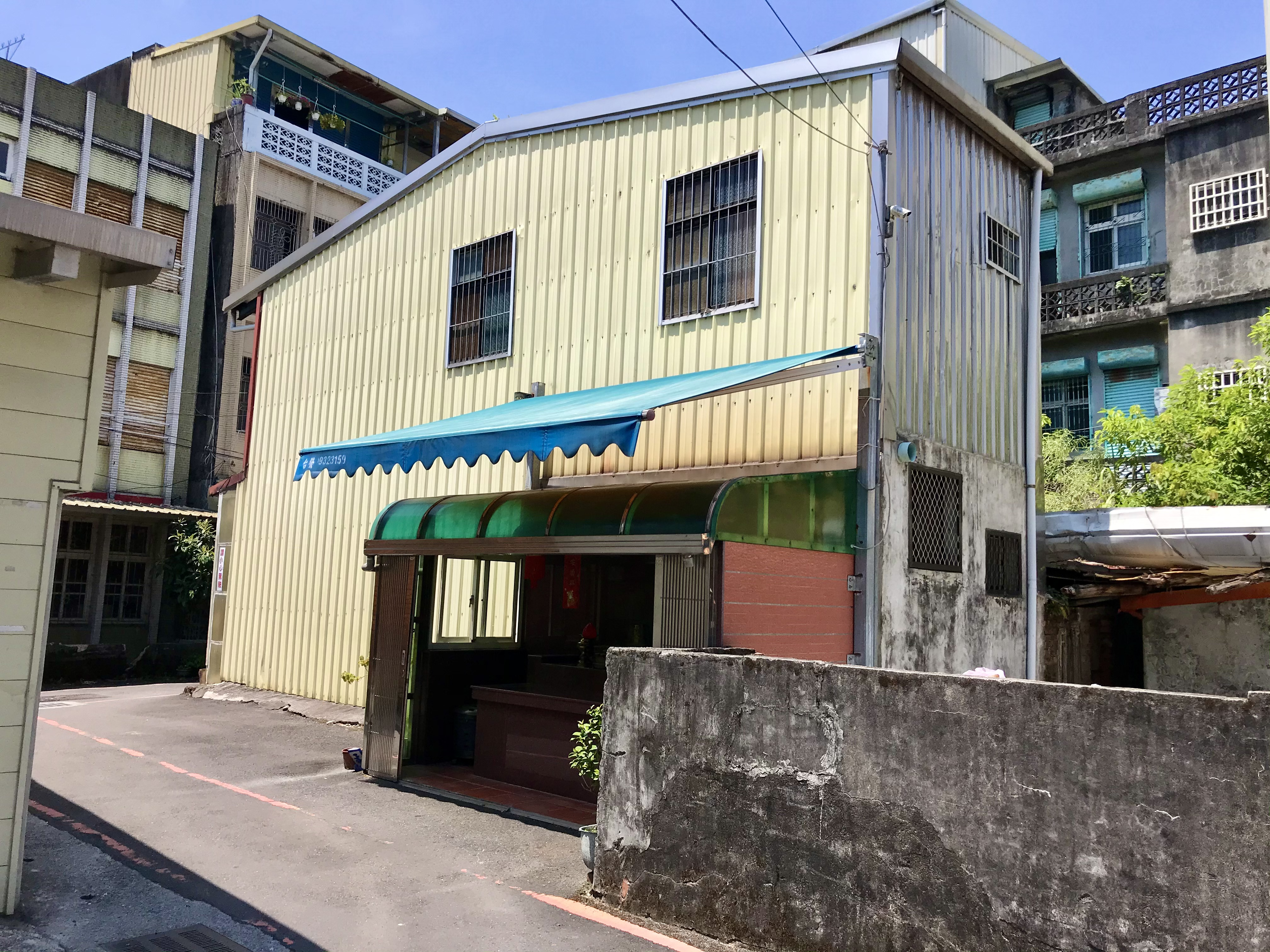
廟

地方相傳，居民林鏡明的母親生病，先到宜蘭醫院求醫診治，轉送馬偕醫院，不久病情惡化而送回家中。因母親病情而悲傷的林鏡明，一晚夢一白髮老人說去抽藥籤來給母親吃。次日，林鏡明就請示力新路16巷的石敢當，得到是指示無誤，遂到附近的宜蘭市普濟寺求藥籤。林鏡明母親吃藥後病情好轉，多活了十多年。林鏡明夫婦從此早晚燒香膜拜，此事傳開後，眾人決定合力為此石敢當建立小廟。
1995年調查，宜蘭縣內石敢當數量約計有八十座，其中以宜蘭市的廿三座最多。2007年報導，當地里長邱明芳認為力新路16巷石敢當應是縣內唯一有建廟的。

## 遷移
力新路16巷原只有路寬1.3公尺，但市公所無錢拓寬，因此里長邱明芳與楊許金環、林漢寅等住戶發動募款，共25人出錢，募得新台幣120萬元買地拓寬，並將此石敢當遷移。據說這已是第七次遷移。傳說曾有一人不願意此石敢當立在他家旁邊，擅自把石敢當折斷約10公分遷移，破壞者不久後暴斃。此次遷移前，里長邱明芳等人還特定先擲筊請示石敢當。2007年1月14日上午舉行慶祝廟身重建落成典禮時，縣長呂國華等各界民代等與會。